# 氯代西布曲明
氯代西布曲明是一种有机氯化合物，化学式为C17H25Cl2N。它是厌食药西布曲明的类似物，被用作膳食补充剂减肥产品的成分，首次在2013年于韩国被检测到。它在韩国为违法药物。